# Тургенський сільський округ (Єнбекшиказахський район)
Турге́нський сільський округ (каз. Турген ауылдық округі, рос. Тургенский сельский округ) — адміністративна одиниця у складі Єнбекшиказахського району Алматинської області Казахстану. Адміністративний центр — село Тургень.
Населення — 14446 осіб (2021; 12781 у 2009, 10299 у 1999, 10834 у 1989).
Станом на 1989 рік існувала Тургенська сільська рада (села Таутургень, Тургень).

## Склад
До складу округу входять такі населені пункти:
| Населений пункт         | Населення, осіб (1989) | Населення, осіб (1999) | Населення, осіб (2009) | Населення, осіб (2021) |
| ----------------------- | ---------------------- | ---------------------- | ---------------------- | ---------------------- |
| Таутургень, село        | 1210                   | 558                    | 665                    | 618                    |
| Тургень, село           | 9624                   | 9741                   | 12116                  | 13805                  |
| --МТФ                   | -                      | -                      | -                      | 6                      |
| --Національний парк     | -                      | -                      | -                      | 10                     |
| --Форелеве господарство | -                      | -                      | -                      | 7                      |